# Abu l-Gharaniq Muhammad II.

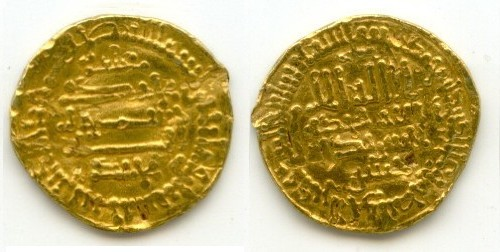
Von Muhammad herausgegebene Münzen

Abu l-Gharaniq Muhammad II. (arabisch أبو الغرانيق محمد بن أحمد, DMG Abū l-Ġarānīq Muḥammad b. Aḥmad; † 875) war der achte Emir der Aghlabiden in Ifrīqiya (864–875).
Abu l-Gharaniq Muhammad II. trat die Nachfolge seines Onkels Ziyadat Allah II. (863–864) an. Er übernahm von seinen Vorgängern ein gefestigtes Reich mit prosperierender Wirtschaft und großem Wohlstand. So konnte sich der Schöngeist Muhammad II. seiner Verschwendungssucht und Prunkentfaltung, dem Wein und der Jagd hingeben. Unter Muhammad II. konnten die Aghlabiden Malta erobern und durch ihre Raubzüge auf dem italienischen Festland Papst Johannes VIII. zur Zahlung von Tributen zwingen.
Allerdings wurde gegen Ende seiner Regierung durch eine Pilgerkarawane aus Mekka die Pest in Ifriqiya eingeschleppt. Zusammen mit den nachfolgenden Hungersnöten führte dies zu erheblichen Bevölkerungsverlusten und zur Schwächung des Reiches. 
Nachfolger von Muhammad II. wurde sein Bruder Abū Ishāq Ibrāhīm II. (875–902).